# El juego infinito: Revolución
The Rule of Thoughts (El Juego Infinito: Revolución) es el segundo libro de la Saga Doctrina de la Mortalidad, secuela de la primera novela publicada en 2013, The Eye of Minds. La novela fue publicada en 2014 por Delacorte Press. 

## Sinopsis
Luego de descubrir que es un tangente y de que su ser es puesto en el cuerpo de Jackson Porter, Michael se aventurará con sus amigos para detener el plan de Kaine, transportar mentes tangentes a cuerpos humanos.

## Personajes
Además de los presentados en el anterior libro, estos completan el elenco en la segunda parte.
Gabriela: La novia de Jackson Porter y la hija de un agente de la SRV. Es morena y de pelo negro.

Gerard: Padre de Sarah.
- Datos: Q21574038